# Theocracy
Theocracy är ett amerikanskt kristet progressivt power metal-band från Athens i Georgia, grundat 2002.

## Biografi
Bandet var ursprungligen ett enmansprojekt signerat sångaren och multiinstrumentalisten Matt Smith. Denne spelade in det självbetitlade debutalbumet helt själv och hade endast en trummaskin till hjälp. Theocracy släpptes i januari 2003 på MetalAges Records. En remastrad version av skivan gavs ut 2013 på bandets dåvarande skivbolag Ulterium Records, denna gång med riktiga trummor spelade av den dåvarande trumslagaren Shawn Benson.
Från och med släppet av det andra studioalbumet Mirror of Souls var Theocracy ett regelrätt band, då Smith rekryterat Benson till trumslagarpositionen samt Jonathan Hinds som huvudgitarrist. Själv skötte han, utöver sång, i studion fortsättningsvis gitarr, basgitarr och keyboard. Skivan släpptes i november 2008. Året därpå spelade bandet i Norge, Schweiz, Tjeckien och Tyskland. Bandet spelade på den amerikanska metalfestivalen ProgPower USA för första gången 2006. År 2019 återvände man och spelade med band som Evergrey, Insomnium, Galneryus, Demons & Wizards och Seventh Wonder.
Theocracy har släppt fem studioalbum. Det senaste, Mosaic, gavs ut 2023.

## Medlemmar
Nuvarande medlemmar
- Matt Smith – sång, keyboard (2002– ), gitarr (2002–2009)
- Jonathan Hinds – gitarr (2008– )
- Jared Oldham – basgitarr (2009– )
- Ernie Topran – trummor (2016– )
- Taylor Washington – leadgitarr (2022– )

Tidigare medlemmar
- Shawn Benson – trummor ( –2014)
- Val Allen Wood – leadgitarr (2009–2020)
- Patrick Nickell – trummor (2014–2016)
- Seth Filkins – basgitarr
- Josh Sloan – basgitarr
- Patrick Hoyt Parris – basgitarr

## Diskografi
Studioalbum
- Theocracy (2003)
- Mirror of Souls (2008)
- As the World Bleeds (2011)
- Ghost Ship (2016)
- Mosaic (2023)

Singlar
- "All I Want for Christmas" (2010)
- "Wages of Sin" (2011)
- "30 Pieces of Silver" (2011)
- "Wynter Fever" (2012)
- "Snowglobe" (2019)
- "Return to Dust" (2023)
- "Mosaic" (2023)